# Aeroportul Azamgarh
Aeroportul Azamgarh (IATA: AZH, ICAO: VEAH) este un aeroport din Azamgarh⁠(d), Azamgarh district⁠(d), Azamgarh division⁠(d), Uttar Pradesh, India.
Situat la o altitudine de 76,2 m, aeroportul dispune de o singură pistă. Este operat de Airports Authority of India⁠(d).